# Eugenia siltepecana
Eugenia siltepecana là một loài thực vật có hoa trong Họ Đào kim nương. Loài này được Lundell mô tả khoa học đầu tiên năm 1938.